# オマハ・ストームチェイサーズ
オマハ・ストームチェイサーズ（Omaha Storm Chasers）は、アメリカ合衆国ネブラスカ州オマハに本拠地をおくマイナーリーグの野球チーム。
メジャーリーグのカンザスシティ・ロイヤルズ傘下AAA級チームで、インターナショナルリーグに所属している。本拠地球場はウェルナー・パーク。オマハ出身の著名な株式投資家ウォーレン・バフェットらがチームを所有している。
1999年にチーム名をゴールデン・スパイクにちなんで「オマハ・ゴールデンスパイクス」に変更したが、人気がなかったため、2002年にロイヤルズに戻された。2011年より「オマハ・ストームチェイサーズ」に変更。
2012年、アライアンス・ビル・サービスのCEO、ゲイリー・グリーンらが球団を買収した。
2015年にはオールスターゲームとホームランダービーが本拠地ウェルナーパークで開催された。また、ホセ・マルティネスがリーグ歴代最高打率となる.384を記録した。

## 選手名鑑

### 現役選手
| 投手 - -- マイク・ブロードウェイ (Mike Broadway) - -- ダニエル・デュアルテ (Daniel Duarte) - 12 ジョナサン・ジージック (Jonathan Dziedzic) - 18 ペドロ・フェルナンデス (Pedro Fernandez)* - -- アシュトン・ゴウデュー (Ashton Goudeau) - 34 アーナルド・ヘルナンデス (Arnaldo Fernandez) - 13 ケビン・レニク (Kevin Lenik) - 19 ジェーク・ニューベリー (Jake Newberry) - 41 サム・セルマン (Sam Selman) | 投手 - -- マイク・ブロードウェイ (Mike Broadway) - -- ダニエル・デュアルテ (Daniel Duarte) - 12 ジョナサン・ジージック (Jonathan Dziedzic) - 18 ペドロ・フェルナンデス (Pedro Fernandez)* - -- アシュトン・ゴウデュー (Ashton Goudeau) - 34 アーナルド・ヘルナンデス (Arnaldo Fernandez) - 13 ケビン・レニク (Kevin Lenik) - 19 ジェーク・ニューベリー (Jake Newberry) - 41 サム・セルマン (Sam Selman) | 捕手 - 24 ルイス・ビレガス (Luis Villegas) 内野手 - -- カルロス・ディアス (Carlos Diaz) - -- エリック・メヒア (Erick Mejia) - 33 フランク・シュウィンデル (Frank Schwindel) - 16 コリー・トゥープス (Corey Toups) 指名打者 - -- コディ・アッシー (Cody Asche) | 捕手 - 24 ルイス・ビレガス (Luis Villegas) 内野手 - -- カルロス・ディアス (Carlos Diaz) - -- エリック・メヒア (Erick Mejia) - 33 フランク・シュウィンデル (Frank Schwindel) - 16 コリー・トゥープス (Corey Toups) 指名打者 - -- コディ・アッシー (Cody Asche) |
| * 40人ロースター 2018年2月5日更新 [公式サイト(英語)より：ロースター 選手の移籍・故障情報] | | | |

### 過去の主な所属選手
- マイク・スウィーニー
- マック鈴木
- ケン・レイ
- マーク・クイン（英語版）
- アーロン・ガイエル
- モーガン・バークハート
- レス・ウォーランド
- デビッド・デヘスース
- ザック・グレインキー
- ジャスティン・ヒューバー
- チャド・アレン
- ブランドン・ダックワース
- ボビー・ケッペル
- ジェイソン・スタンリッジ
- クレイグ・ブラゼル
- アレックス・ゴードン
- ビリー・バトラー
- 薮田安彦
- カルロス・ロサ
- キラ・カアイフエ
- ビクトル・マルテ
- ブライアン・バリントン
- アンソニー・レルー
- グレッグ・ホランド
- ダニー・ダフィー
- エリック・ホズマー
- マイク・ムスタカス
- サルバドール・ペレス
- ロレンゾ・ケイン
- ブレット・ヘイズ
- シュガー・レイ・マリモン